# Kosta Janew
Kosta Georgiew Janew (bulgarisch Коста Георгиев Янев, wiss. Transliteration Kosta Georgiev Janev; * 27. April 1983 in Burgas) ist ein bulgarischer Fußballspieler. Er spielt seit 2009 bei ZSKA Sofia in der A Grupa, der höchsten bulgarischen Spielklasse.

## Karriere
Janew begann seine Karriere bei FK Neftochimik. 2002 wechselte er zum Tschernomorez Pomorie und 2004 in die erste Mannschaft von FK Neftochimik. 2006 erfolgte nach der Zusammenlegung von FC Naftex (wie zwischenzeitlich Neftochimik hieß) und FC Tschernomorez Burgas den Wechsel von Krastew zum FC Tschernomorez. Der neuen Verein, die die besten Spieler bündelte stieg daraufhin aus der zweithöchsten Liga auf. In der ersten Saison in der höchsten bulgarischen Spielklasse wurde man Sechster. Anfang der Saison 2008/09 wechselte er zu OFK Sliwen 2000, wo im Endklassement Platz zwölf erreicht wurde.
Im Sommer 2009 folgte abermals ein Wechsel und der zentrale Mittelfeldspieler wechselte zu ZSKA Sofia, mit welchen er Vizemeister wurde und den bulgarischen Pokal 2011 gewann. Anschließend wechselte er zum Lokalrivalen Lokomotive Sofia, kehrte aber schon Anfang 2012 zu ZSKA zurück und wurde am Ende der Saison 2011/12 erneut Vizemeister. In der Folge wurde er nur noch in der zweiten Mannschaft von ZSKA eingesetzt und verließ den Klub Anfang 2013 zu Tscherno More Warna. Dort kam er nicht zum Zuge und löste seinen Vertrag im April 2013 wieder auf.
Im Sommer 2013 kehrte Janew zu Neftochimik zurück. Am Ende der Spielzeit 2013/14 musste er mit seinem neuen Klub absteigen. Er wechselte anschließend zu Spartak Warna in die B Grupa.

### Nationalmannschaft
Janew absolvierte bisher drei Partien für Bulgarien. Sein Debüt gab er am 19. November 2008 im freundschaftlichen Länderspiel gegen Serbien, als er in der Halbzeit eingewechselt wurde. Das Spiel in Belgrad ging 1:6 verloren.

## Erfolge
- Bulgarischer Pokalsieger: 2011
- Bulgarischer Vizemeister: 2010, 2012
- Aufstieg in die höchste bulgarische Spielklasse: 2007